# 延年&留美の寸止めラジオ
延年&留美の寸止めラジオ（のぶとしるみのすんどめラジオ）は、1997年7月3日から1998年6月25日まで東海ラジオで放送されたラジオ番組。

## パーソナリティ
- 林延年
- 笠原留美

## コーナー
何にぎりやSHOW
2人が何を握っているかを当てるという、単純なコーナー。
うーん、深い
リスナーが歌詞を自分なりに解釈するコーナー。ネタを募集するというよりは、リサーチ的なコーナー。
| 東海ラジオ放送 金曜0:30-1:00（木曜24:30～25:00） | 東海ラジオ放送 金曜0:30-1:00（木曜24:30～25:00） | 東海ラジオ放送 金曜0:30-1:00（木曜24:30～25:00） |
| 前番組                                           | 番組名                                           | 次番組                                           |
| ------------------------------------------------ | ------------------------------------------------ | ------------------------------------------------ |
| ？？？                                           | 延年&留美の寸止めラジオ （1997.7.3～1998.6.25）  | 瞳と光央の爆発ラジオ30!                          |

| スタブアイコン | サブスタブ | この項目は、まだ閲覧者の調べものの参照としては役立たない、ラジオ番組に関連した書きかけの項目です。この項目を加筆・訂正などしてくださる協力者を求めています（P:ラジオ/PJ:放送番組）。 |